# 淅州
淅州（せきしゅう）は、中国にかつて存在した州。南北朝時代から唐初にかけて、現在の河南省南陽市一帯に設置された。

## 魏晋南北朝時代
西魏により析州が設置された。北周により析州は淅州と改称された。

## 隋代
隋初には、淅州は1郡1県を管轄した。582年（開皇2年）、荊州の南郷県などの3県を編入された。583年（開皇3年）、隋が郡制を廃すると、淅州の属郡は廃止された。605年（大業元年）、均州が廃止され、淅州に統合された。607年（大業3年）に州が廃止されて郡が置かれると、淅州は淅陽郡と改称され、下部に7県を管轄した。隋代の行政区分に関しては下表を参照。
| 隋代の行政区画変遷 | 隋代の行政区画変遷 | 隋代の行政区画変遷 | 隋代の行政区画変遷 | 隋代の行政区画変遷 | 隋代の行政区画変遷 | 隋代の行政区画変遷 | 隋代の行政区画変遷 | 隋代の行政区画変遷                               |
| 区分               | 開皇元年           | 開皇元年           | 開皇元年           | 開皇元年           | 開皇元年           | 開皇元年           | 区分               | 大業3年                                          |
| ------------------ | ------------------ | ------------------ | ------------------ | ------------------ | ------------------ | ------------------ | ------------------ | ------------------------------------------------ |
| 州                 | 淅州               | 荊州               | 荊州               | 豊州               | 豊州               | 豊州               | 郡                 | 淅陽郡                                           |
| 郡                 | 淅陽郡             | 南郷郡             | 武関郡             | 武当郡             | 広福郡             | 斉興郡             | 県                 | 内郷県 南郷県 丹水県 武当県 均陽県 安福県 鄖郷県 |
| 県                 | 中郷県             | 南郷県 丹水県      | 安山県             | 武当県 均陽県      | 広福県             | 鄖郷県             | 県                 | 内郷県 南郷県 丹水県 武当県 均陽県 安福県 鄖郷県 |

## 唐代
618年（武徳元年）、唐により淅陽郡内郷県に淅州が置かれた。内郷県を分割して、黙水県が置かれた。627年（貞観元年）、均州が廃止され、武当・鄖郷の2県が淅州に編入された。634年（貞観8年）、淅州が廃止され、内郷県は鄧州に編入され、武当・鄖郷の2県に再び均州が立てられた。黙水県は廃止されて内郷県に編入された。